# Blaues Uhrenei mit Schlange

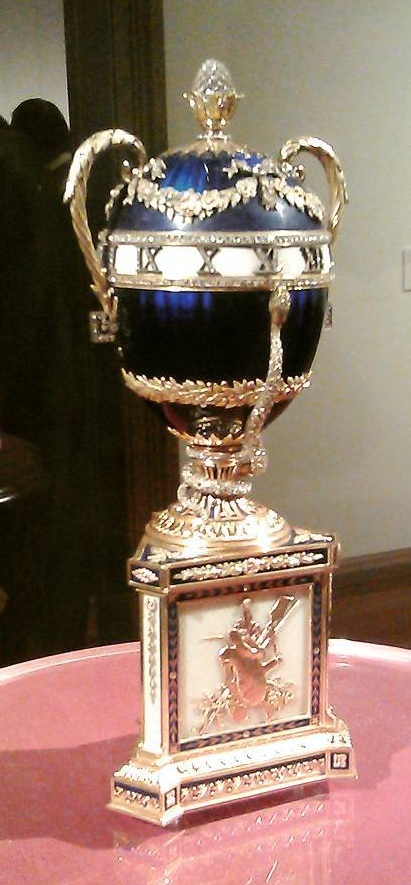
Blaues Uhrenei mit Schlange

Das Blaue Uhrenei mit Schlange ist ein „kaiserliches“ Fabergé-Ei mit integrierter Uhr, das in der Werkstatt des russischen Juweliers Peter Carl Fabergé von dem Goldschmied Michail Perchin angefertigt wurde. Das Ei war ein Geschenk des russischen Zaren Nikolaus II. an seine Mutter, die Zarenwitwe Maria Fjodorowna, zum Osterfest 1895.
Das ohne Fuß und Sockel 18,3 Zentimeter hohe Ei besteht aus verschiedenen Farbgoldlegierungen. Es ist mit geschliffenen Diamanten besetzt und mit durchscheinendem königsblauem und weißem Schmuckemail überzogen. Es wurde von der Forschung zunächst als das Dritte Kaiserliche Ei angesehen und auf das Jahr 1887 datiert. Erst 2008 tauchten Fotos dieses dritten Fabergé-Eis auf, sodass die Datierung des Blauen Uhreneis mit Schlange auf 1895 geändert werden musste.
Das Ei gelangte nach der Ermordung der Zarenfamilie und der Flucht der Zarenmutter ins dänische Exil in den sowjetischen Staatsbesitz und schließlich in den internationalen Kunsthandel. Stavros Niarchos kaufte es 1972 und schenkte es 1974 dem monegassischen Fürsten Rainier III. zum silbernen Thronjubiläum. Es befindet sich heute in der Sammlung des Fürsten Albert II. von Monaco.

## Hintergrund
1885 begann der russische Juwelier Peter Carl Fabergé mit der Fabrikation aufwändig gestalteter Ostereier, von denen bis 1894 zehn Stück an den Hof des russischen Zaren Alexander III. verkauft wurden. Dieser schenkte sie jeweils zum Osterfest seiner Ehefrau Maria Fjodorowna. Nach dem Tod Alexanders setzte der Zar Nikolaus II. die Tradition fort. Bis 1916 wurden 40 weitere Eier geliefert und an die Zarin Alexandra Fjodorowna und Nikolaus’ Mutter Maria Fjodorowna verschenkt. Die beiden für 1917 bestimmten Eier wurden nicht mehr ausgeliefert. Neben diesen 52 „kaiserlichen“ Fabergé-Eiern wurde mehr als ein Dutzend für private Auftraggeber hergestellt. Unter ihnen ähnelt das 1902 für Lady Consuelo Spencer-Churchill, Duchess of Marlborough gefertigte Marlborough-Ei oder Rosa Uhrenei mit Schlange stark dem Blauen Uhrenei mit Schlange.
Die meisten Fabergé-Eier enthielten eine im Inneren verborgene Überraschung, wie Email-Miniaturen eines Hofmalers oder das Modell eines Schiffs oder einer Kutsche aus kostbaren Materialien. Bei den Uhreneiern wird die eingebaute Uhr als die Überraschung angesehen.
Pendulen in Urnenform mit einem umlaufenden ringförmigen Zifferblatt waren immer selten, sie wurden aber bereits im 18. Jahrhundert im Umfeld der Manufacture royale de porcelaine de Sèvres in Sèvres von den königlichen Uhrmachern Jean André Lepaute, Jean Baptiste Lepaute, Pierre Henry-Lepaute und weiteren Familienmitgliedern gefertigt. Das Schlangenmotiv wurde bereits bei diesen frühen Uhren verwendet. 2012 versteigerte das Londoner Kunstauktionshaus Bonhams eine auf das späte 19. Jahrhundert datierte Pendule in Form einer königsblauen Urne aus Porzellan, die mit der Schlange als Zeiger und dem Sockel mit Porzellantafeln auf den Seitenflächen eine frappierende Ähnlichkeit mit dem Blauen Uhrenei mit Schlange aufweist. Es kann kein Zweifel daran bestehen, dass Fabergé solche Uhren kannte und sie als Anregung nutzte.

## Beschreibung
Das Blaue Uhrenei mit Schlange erscheint wie eine ovale Urne mit seitlich angebrachten Henkeln. Das Ei ist ohne Fuß und Sockel 183 Millimeter hoch. Es ist königsblau emailliert und weist oberhalb der Mitte ein umlaufendes weiß emailliertes Band auf, das die mit geschliffenen Diamanten dargestellten römischen Zahlen I bis XII trägt. Das Ei ist aufwändig in mit Diamanten besetztes Gold gefasst und ruht auf einem metallenen Fuß mit Schaft. Eine aus diamantenbesetztem Gold gefertigte Schlange windet sich um den Fuß und strebt bis an den Ziffernring nach oben. Der Ring wird durch ein im Inneren des Eis untergebrachtes Uhrwerk angetrieben, sodass der Kopf und die Zunge der Schlange als Zeiger auf die sich bewegende Zahlenreihe weisen. Das Ei mit seinem Fuß steht wiederum auf einem Sockel, dessen drei Seitenflächen goldene Symbole der Wissenschaft und Künste auf weißem Email tragen.
Das Ei weist als Marke die kyrillischen Initialen des Goldschmieds Michail Perchin in einem Rechteck auf. Perchin war von 1886 bis zu seinem Tod 1903 Werkstattleiter Fabergés. Die rechteckige Marke verwendete Perchin nur bis 1897, sie wurde in diesem Jahr durch eine ovale ersetzt. Dabei befindet sich auch die von Fabergé in Sankt Petersburg bis 1899 verwendete Punze, die Zahl 56 mit gekreuzten Ankern und Zepter im Queroval. Die 56 bezeichnet einen Feingehalt von 56 Solotnik oder 14 Karat.
Die Angaben Fabergés in den überlieferten Rechnungen an den Zarenhof waren äußerst knapp gehalten. Zum Blauen Uhrenei mit Schlange wurde in der Rechnung aus dem Jahr 1895 nur „Blau emailliertes Ei, Stil Louis-seize, 4500 Rubel“ angegeben.

## Forschungsgeschichte
Das Blaue Uhrenei mit Schlange wurde bis 2008 als das für 1887 hergestellte Dritte Kaiserliche Ei angesehen, obwohl es nicht uneingeschränkt den bruchstückhaften Angaben in der Rechnung Fabergés entsprach. Gegen eine solch frühe Datierung sprach auch die Ausführung des Eis, die 1887 noch nicht in dieser Qualität möglich gewesen wäre. Nachdem das Ei von 1887, das im Inneren eine Damenuhr als Überraschung enthält, zunächst auf einem Foto in einem Auktionskatalog von 1964 erkannt und schließlich 2013 bei einem Goldhändler in den USA wiedergefunden wurde, konnte das Blaue Uhrenei mit Schlange korrekt auf 1895 datiert werden. Es verdrängte das 12-Monogramme-Ei, das zuvor auf 1895 datiert worden war, auf 1896. Die neue Datierung lässt sich zwanglos mit den historischen Ereignissen und der Ausführung des Eis in Einklang bringen. Die Fertigung eines Eis wurde kurz nach dem Osterfest begonnen und nahm fast ein Jahr in Anspruch. Während der Produktion des Blauen Uhreneis mit Schlange starb der Auftraggeber, Kaiser Alexander III. Das Ei wurde wie geplant fertiggestellt und zeigt keinen Hinweis auf den im Herbst 1894 verstorbenen Zaren. Erst das für 1896 hergestellte Fabergé-Ei zeigt außen jeweils sechs Monogramme von Alexander und seiner Witwe Maria Fjodorowna und birgt als Überraschung eine Serie von Miniaturen mit Porträts des Verstorbenen.

## Provenienz
Das Blaue Uhrenei mit Schlange wurde von Kaiser Nikolaus II. seiner Mutter, der Zarenwitwe Maria Fjodorowna, als Geschenk zum Osterfest 1895 überreicht. Damit setzte er die von seinem Vater Alexander III. mit den ersten zehn „kaiserlichen“ Fabergé-Eiern begründete Tradition fort, verschenkte aber alljährlich zwei Eier, eines an Maria Fjodorowna und eines an seine Ehefrau Alexandra Fjodorowna. Das Ei befand sich anschließend wahrscheinlich im Anitschkow-Palais in Sankt Petersburg.
Mitte September 1917 wurden etwa 40 Fabergé-Eier im Auftrag der Regierung Kerenski aus Sicherheitsgründen in die Rüstkammer des Moskauer Kremls gebracht. Die Zarenfamilie wurde 1918 ermordet. Maria Fjodorowna floh 1919 von der Krim über England nach Dänemark. Die Eier wurden wahrscheinlich im Februar oder März 1922 dem Rat der Volkskommissare der RSFSR übergeben. 1927 wurde das Blaue Uhrenei mit Schlange wahrscheinlich von der Antikwariat, der für die Verwertung von Kulturgütern zuständigen Abteilung des sowjetischen Handelsministeriums, an Norman Michel von der in Paris ansässigen australischen Pearl Company verkauft. Am 2. Oktober 1950 wurde das Ei für 3750 britische Pfund an Emanuel Snowman,  Mitinhaber der auf russische Antiquitäten und Fabergé-Objekte spezialisierten Londoner Juwelierfirma Wartski, verkauft. Bis 1972 befand es sich in der Wartski-Sammlung. Am 23. Dezember 1972 kaufte es der griechische Reeder und Kunstsammler Stavros Niarchos für 64.103 Pfund.
Niarchos schenkte das Blaue Uhrenei mit Schlange dem monegassischen Fürsten Rainier III. zum silbernen Thronjubiläum am 7. Mai 1974. Rainiers Ehefrau, Gracia Patricia, schätzte das Ei außerordentlich und gab ihm einen Platz in ihrem privaten Arbeitszimmer. Nach ihrem Unfalltod im Jahr 1982 wurde das Zimmer auf Anweisung Rainiers versiegelt und im Andenken an Gracia Patricia unverändert belassen. Damit war auch das Fabergé-Ei, mit Ausnahme einer Ausstellung, dem Blick der Öffentlichkeit entzogen. Rainier war bekannt, dass das Ei ein Objekt von Fabergé ist. Niarchos hatte ihm jedoch verschwiegen, dass es sich um eines der raren „kaiserlichen“ Fabergé-Eier handelte. In der Öffentlichkeit wurde das Ei indessen bei einem unbekannten Schweizer Sammler vermutet. Am 6. April 2005 starb Rainier und Fürst Albert II. erbte das Ei.

## Ausstellungen

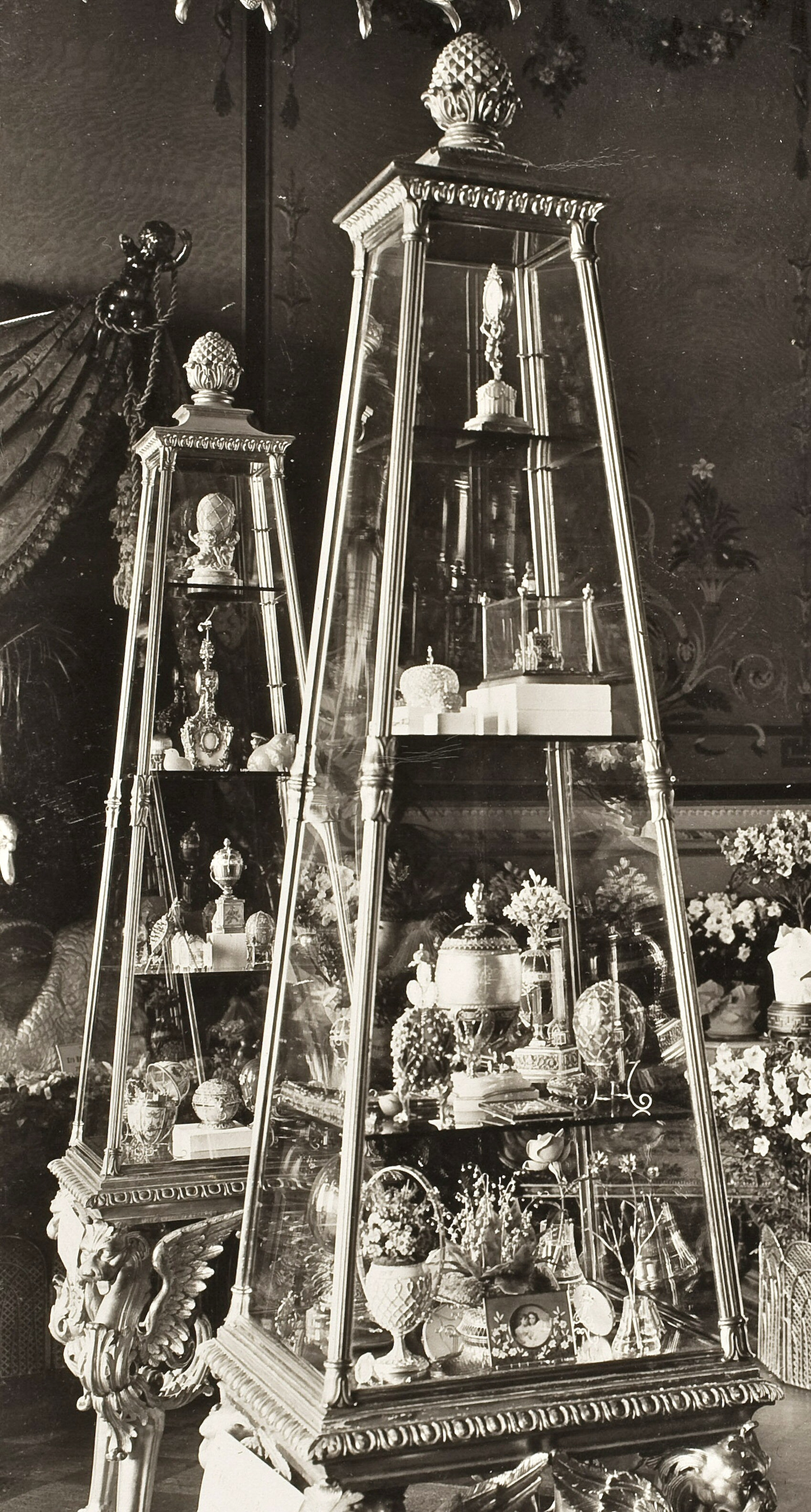
Ausstellung 1902, das Blaue Uhrenei mit Schlange in der hinteren Vitrine, zweite Ebene von unten

Bei der Weltausstellung Paris 1900 wurden 14 der bis dahin 20 gefertigten „kaiserlichen“ Fabergé-Eier präsentiert, das Blaue Uhrenei mit Schlange gehörte nicht dazu. Im März 1902 wurde im Petersburger Palais des Baron Paul Pawlowitsch von Derwis unter der Schirmherrschaft von Alexandra Fjodorowna eine Wohltätigkeitsausstellung mit Objekten von Fabergé durchgeführt. Gezeigt wurden zahlreiche Kunstwerke, meist aus dem Besitz der Zarenfamilie. Zu den zahlreichen Fabergé-Eiern gehörte nun auch das Blaue Uhrenei mit Schlange. Die Ausstellung war erst die zweite Präsentation von „kaiserlichen“ Fabergé-Eiern und die erste in Russland. Sie fand bei der Petersburger Bevölkerung großes Interesse. Das Zarenpaar besuchte die Eröffnungsfeier und Nikolaus II. notierte am 9. März in seinem Tagebuch, dass es ein sonderbares Gefühl gewesen sei, Gegenstände aus seinem eigenen Besitz und dem ihm nahestehender Personen ausgestellt zu sehen.
Im Mai und Juni 1953 wurde von dem Londoner Kunsthändler Wartski anlässlich der Krönung von Elisabeth II. eine Ausstellung mit dem Titel Carl Faberge Special Coronation Exhibition durchgeführt, bei der neben zahlreichen weiteren Arbeiten Fabergés auch das Blaue Uhrenei mit Schlange gezeigt wurde. Das Ei, dessen Verbleib seit dem Verkauf an Niarchos unbekannt war, wurde 1992 wiederum von Wartski als Leihgabe Fürst Rainiers in der Ausstellung „Fabergé from Private Collections“ präsentiert. Von Oktober 2008 bis Januar 2009 wurde das Ei im Cleveland Museum of Art im Rahmen der Ausstellung „Artistic Luxury: Fabergé, Tiffany, Lalique“ öffentlich ausgestellt. Die Ausstellung wurde anschließend vom Februar bis Mai 2009 in den Fine Arts Museums of San Francisco gezeigt. Bereits von Juli bis September 2009 folgte mit der Ausstellung „Moscow. Splendors of the Romanovs“ im Grimaldi Forum die nächste Präsentation. Im Oktober und November 2015 war das Ei in der Ausstellung „The Romanovs and Grimaldi. Three centuries of history. XVII-XX century“ in der Moskauer Tretjakow-Galerie zu sehen. Vom Juni 2018 bis Januar 2019 wurde es in der Ausstellung „Fabergé Rediscovered“ der Hillwood Estate, Museum & Gardens in Washington, D.C. gezeigt.